# Diastoma varium
Diastoma varium är en snäckart som först beskrevs av Ludwig Pfeiffer 1840.  Diastoma varium ingår i släktet Diastoma och familjen Diastomidae. Inga underarter finns listade i Catalogue of Life.